# Jean Bernard (archevêque)
Pour les articles homonymes, voir Bernard et Jean Bernard.
Jean (de) Bernard, né à Écueillé en 1386 et décédé dans la même ville  le 28  avril 1466, est un prélat français du XVe siècle.

## Biographie
Il est le frère d'Étienne Bernard, dit Moreau, receveur général des finances et trésorier du duc d'Anjou, et l'oncle de Guy Bernard, évêque-duc de Langres.
Jean Bernard est professeur de droit à Angers, maître des requêtes en 1424 et doyen de Saint-Maurice. Il est chanoine et grand archidiacre de Tours en 1434-1441. Il est ambassadeur de  Charles VII à Rome et auprès de Henri IV de Castille. Le 13 décembre 1441, il est nommé archevêque de Tours, où il reste jusqu'en 1466. Jean Bernard est président du concile d'Angers en 1448. On y dresse 17 canons pour la discipline ecclésiastique, notamment, un canon qui  "défend aux ecclésiastiques l'ivrognerie, le négoce, la fréquentation des femmes, la vanité dans les habits, les procès en cour séculière". Jean Bernard rebâtit l'archevêché.
Il est inhumé au milieu de la nef de la cathédrale de Tours.
Un vitrail lui est consacré où il est représenté agenouillé en donateur, en dessous de la rose du transept Nord de la cathédrale de Tours.